# Copa Ouro da CONCACAF de 2015
A Copa Ouro da CONCACAF de 2015 foi a 13ª edição desta competição organizada bienalmente pela CONCACAF. A Traffic Sports afirmou que a competição seria sediada pelos Estados Unidos e que a edição de 2015 incluiu um "jogo de consolação", pela primeira vez desde 2003. Dois jogos também foram disputados no Canadá, marcando a primeira vez que a competição é jogada no país.
Como campeão, o México se classificou para um play-off contra os Estados Unidos, campeão da Copa Ouro de 2013, para decidir qual equipe representaria a CONCACAF na Copa das Confederações FIFA de 2017. Esse play-off foi a Copa CONCACAF de 2015, e foi jogado em jogo único, com os mexicanos dando a melhor por 3–2.

## Equipes qualificadas

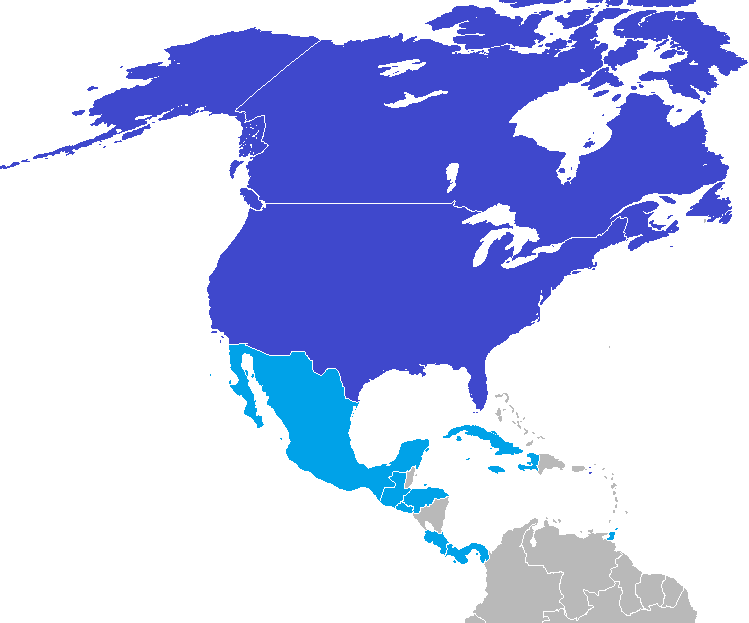
Anfitriões
Outros participantes

Um total de 12 equipes se classificaram para disputar o torneio. Três vagas foram destinadas para a América do Norte, quatro para a América Central, e quatro para o Caribe.
| Seleção                                                                                     | Qualificação      | Aparições        | Melhor resultado anterior                    |
| América do Norte                                                                            | América do Norte  | América do Norte | América do Norte                             |
| ------------------------------------------------------------------------------------------- | ----------------- | ---------------- | -------------------------------------------- |
| Estados Unidos                                                                              | Automática        | 13ª              | Campeão (1991, 2002, 2005, 2007, 2013)       |
| México                                                                                      | Automática        | 13ª              | Campeão (1993, 1996, 1998, 2003, 2009, 2011) |
| Canadá                                                                                      | Automática        | 12ª              | Campeão (2000)                               |
| Caribe (qualificação através da Copa do Caribe de 2014)                                     |                   |                  |                                              |
| Jamaica                                                                                     | Campeão           | 9ª               | Quartas-de-final (1993)                      |
| Trinidad e Tobago                                                                           | Vice-campeão      | 9ª               | Semifinal (2000)                             |
| Haiti                                                                                       | Terceiro colocado | 6ª               | Quartas-de-final (2002, 2009)                |
| Cuba                                                                                        | Quarto colocado   | 8ª               | Quartas-de-final (2003, 2013)                |
| América Central (qualificação através da Copa Centroamericana de 2014)                      |                   |                  |                                              |
| Costa Rica                                                                                  | Campeão           | 12ª              | Vice-campeão (2002)                          |
| Guatemala                                                                                   | Vice-campeão      | 10ª              | Semifinal (1996)                             |
| Panamá                                                                                      | Terceiro colocado | 7ª               | Vice-campeão (2005, 2013)                    |
| El Salvador                                                                                 | Quarto colocado   | 9ª               | Quartas-de-final (2002, 2003, 2011, 2013)    |
| Play-off entre o quinto lugar da zona do Caribe e o quinto lugar da zona da América Central |                   |                  |                                              |
| Honduras                                                                                    | Play-off          | 12ª              | Vice-campeão (1991)                          |

## Sedes
| East Rutherford               | Charlotte | Atlanta | Baltimore | Filadélfia              |
| ----------------------------- | --- | --- | --- | ----------------------- |
| MetLife Stadium               | Bank of America Stadium | Georgia Dome | M&T Bank Stadium | Lincoln Financial Field |
| Capacidade: 82,566            | Capacidade: 74,455 | Capacidade: 74,228 | Capacidade: 71,008 | Capacidade: 69,176      |
|                               | | | |                         |
| Foxborough                    | Carson Glendale Frisco Houston Kansas City Chicago Toronto Atlanta Charlotte Baltimore Filadélfia East Rutherford Foxborough ChesterCopa Ouro da CONCACAF de 2015 (Estados Unidos) | Carson Glendale Frisco Houston Kansas City Chicago Toronto Atlanta Charlotte Baltimore Filadélfia East Rutherford Foxborough ChesterCopa Ouro da CONCACAF de 2015 (Estados Unidos) | Carson Glendale Frisco Houston Kansas City Chicago Toronto Atlanta Charlotte Baltimore Filadélfia East Rutherford Foxborough ChesterCopa Ouro da CONCACAF de 2015 (Estados Unidos) | Chicago                 |
| Gillette Stadium              | Carson Glendale Frisco Houston Kansas City Chicago Toronto Atlanta Charlotte Baltimore Filadélfia East Rutherford Foxborough ChesterCopa Ouro da CONCACAF de 2015 (Estados Unidos) | Carson Glendale Frisco Houston Kansas City Chicago Toronto Atlanta Charlotte Baltimore Filadélfia East Rutherford Foxborough ChesterCopa Ouro da CONCACAF de 2015 (Estados Unidos) | Carson Glendale Frisco Houston Kansas City Chicago Toronto Atlanta Charlotte Baltimore Filadélfia East Rutherford Foxborough ChesterCopa Ouro da CONCACAF de 2015 (Estados Unidos) | Soldier Field           |
| Capacidade: 68,756            | Carson Glendale Frisco Houston Kansas City Chicago Toronto Atlanta Charlotte Baltimore Filadélfia East Rutherford Foxborough ChesterCopa Ouro da CONCACAF de 2015 (Estados Unidos) | Carson Glendale Frisco Houston Kansas City Chicago Toronto Atlanta Charlotte Baltimore Filadélfia East Rutherford Foxborough ChesterCopa Ouro da CONCACAF de 2015 (Estados Unidos) | Carson Glendale Frisco Houston Kansas City Chicago Toronto Atlanta Charlotte Baltimore Filadélfia East Rutherford Foxborough ChesterCopa Ouro da CONCACAF de 2015 (Estados Unidos) | Capacidade: 63,500      |
|                               | Carson Glendale Frisco Houston Kansas City Chicago Toronto Atlanta Charlotte Baltimore Filadélfia East Rutherford Foxborough ChesterCopa Ouro da CONCACAF de 2015 (Estados Unidos) | Carson Glendale Frisco Houston Kansas City Chicago Toronto Atlanta Charlotte Baltimore Filadélfia East Rutherford Foxborough ChesterCopa Ouro da CONCACAF de 2015 (Estados Unidos) | Carson Glendale Frisco Houston Kansas City Chicago Toronto Atlanta Charlotte Baltimore Filadélfia East Rutherford Foxborough ChesterCopa Ouro da CONCACAF de 2015 (Estados Unidos) |                         |
| Glendale                      | Carson Glendale Frisco Houston Kansas City Chicago Toronto Atlanta Charlotte Baltimore Filadélfia East Rutherford Foxborough ChesterCopa Ouro da CONCACAF de 2015 (Estados Unidos) | Carson Glendale Frisco Houston Kansas City Chicago Toronto Atlanta Charlotte Baltimore Filadélfia East Rutherford Foxborough ChesterCopa Ouro da CONCACAF de 2015 (Estados Unidos) | Carson Glendale Frisco Houston Kansas City Chicago Toronto Atlanta Charlotte Baltimore Filadélfia East Rutherford Foxborough ChesterCopa Ouro da CONCACAF de 2015 (Estados Unidos) | Carson                  |
| University of Phoenix Stadium | Carson Glendale Frisco Houston Kansas City Chicago Toronto Atlanta Charlotte Baltimore Filadélfia East Rutherford Foxborough ChesterCopa Ouro da CONCACAF de 2015 (Estados Unidos) | Carson Glendale Frisco Houston Kansas City Chicago Toronto Atlanta Charlotte Baltimore Filadélfia East Rutherford Foxborough ChesterCopa Ouro da CONCACAF de 2015 (Estados Unidos) | Carson Glendale Frisco Houston Kansas City Chicago Toronto Atlanta Charlotte Baltimore Filadélfia East Rutherford Foxborough ChesterCopa Ouro da CONCACAF de 2015 (Estados Unidos) | StubHub Center          |
| Capacidade: 63,400            | Carson Glendale Frisco Houston Kansas City Chicago Toronto Atlanta Charlotte Baltimore Filadélfia East Rutherford Foxborough ChesterCopa Ouro da CONCACAF de 2015 (Estados Unidos) | Carson Glendale Frisco Houston Kansas City Chicago Toronto Atlanta Charlotte Baltimore Filadélfia East Rutherford Foxborough ChesterCopa Ouro da CONCACAF de 2015 (Estados Unidos) | Carson Glendale Frisco Houston Kansas City Chicago Toronto Atlanta Charlotte Baltimore Filadélfia East Rutherford Foxborough ChesterCopa Ouro da CONCACAF de 2015 (Estados Unidos) | Capacidade: 30,510      |
|                               | Carson Glendale Frisco Houston Kansas City Chicago Toronto Atlanta Charlotte Baltimore Filadélfia East Rutherford Foxborough ChesterCopa Ouro da CONCACAF de 2015 (Estados Unidos) | Carson Glendale Frisco Houston Kansas City Chicago Toronto Atlanta Charlotte Baltimore Filadélfia East Rutherford Foxborough ChesterCopa Ouro da CONCACAF de 2015 (Estados Unidos) | Carson Glendale Frisco Houston Kansas City Chicago Toronto Atlanta Charlotte Baltimore Filadélfia East Rutherford Foxborough ChesterCopa Ouro da CONCACAF de 2015 (Estados Unidos) |                         |
| Houston                       | Toronto | Frisco | Chester | Kansas City             |
| BBVA Compass Stadium          | BMO Field | Toyota Stadium | PPL Park | Sporting Park           |
| Capacidade: 22,039            | Capacidade: 30,000 | Capacidade: 20,500 | Capacidade: 18,500 | Capacidade: 18,467      |
|                               | | | |                         |

## Sorteio
Os cabeças de chave foram definidos em 16 de dezembro de 2014: Costa Rica, Estados Unidos e México. A posição das seleções foram definidas de acordo com o ranking da FIFA de 27 de novembro de 2014.
A posição da seleção no ranking da FIFA está entre parênteses.
| Pote 1                                          | Pote 2                                        | Pote 3                                     | Pote 4                                  |
| ----------------------------------------------- | --------------------------------------------- | ------------------------------------------ | --------------------------------------- |
| Costa Rica (16) México (20) Estados Unidos (28) | Trinidad e Tobago (54) Panamá (56) Haiti (68) | Jamaica (71) Honduras¹ (72) Guatemala (73) | Cuba (79) El Salvador (93) Canadá (110) |

¹Seleção ainda não definida no momento de composição dos potes.
A composição dos grupos foi anunciada pela CONCACAF em 12 de março de 2015.

## Convocações
A lista final contendo os 23 jogadores convocados precisou ser entregue até 27 de junho de 2015. Três dos convocados precisam ser goleiros. Equipes que se classificarem para as quartas de final tem o direto de substituir até seis jogadores.

## Fase de grupos
|  | Equipes classificadas às quartas-de-final                             |
|  | Possíveis equipes classificadas como melhores terceiros classificados |
|  | Equipes eliminadas                                                    |

Todas as partidas seguem o fuso horário local (UTC-4).

### Grupo A
| Pos. | Seleção        | Pts | J | V | E | D | GP | GC | SG |
| ---- | -------------- | --- | - | - | - | - | -- | -- | -- |
| 1    | Estados Unidos | 7   | 3 | 2 | 1 | 0 | 4  | 2  | +2 |
| 2    | Haiti          | 4   | 3 | 1 | 1 | 1 | 2  | 2  | 0  |
| 3    | Panamá         | 3   | 3 | 0 | 3 | 0 | 3  | 3  | 0  |
| 4    | Honduras       | 1   | 3 | 0 | 1 | 2 | 2  | 4  | –2 |

| 7 de julho | Panamá     | 1 – 1     | Haiti     | Toyota Stadium, Frisco                      |
| 18:00      | Medina 55' | Relatório | Norde 85' | Público: 22 357 Árbitro: CRC Henry Bejarano |

| 7 de julho | Estados Unidos   | 2 – 1     | Honduras   | Toyota Stadium, Frisco                   |
| 20:30      | Dempsey 25', 64' | Relatório | Discua 68' | Público: 22 357 Árbitro: MEX César Ramos |

| 10 de julho | Honduras  | 1 – 1     | Panamá     | Gillette Stadium, Foxborough              |
| 18:00       | Najar 81' | Relatório | Tejada 20' | Público: 46 720 Árbitro: SLV Marlon Mejía |

| 10 de julho | Estados Unidos | 1 – 0     | Haiti | Gillette Stadium, Foxborough                 |
| 20:30       | Dempsey 46'    | Relatório |       | Público: 46 720 Árbitro: CRC Ricardo Montero |

| 13 de julho | Haiti     | 1 – 0     | Honduras | Sporting Park, Kansas City                |
| 18:00       | Nazon 13' | Relatório |          | Público: 18 467 Árbitro: SLV Joel Aguilar |

| 13 de julho | Panamá    | 1 – 1     | Estados Unidos | Sporting Park, Kansas City                  |
| 20:30       | Pérez 33' | Relatório | Bradley 54'    | Público: 18 467 Árbitro: MEX Roberto García |

### Grupo B
| Pos. | Seleção     | Pts | J | V | E | D | GP | GC | SG |
| ---- | ----------- | --- | - | - | - | - | -- | -- | -- |
| 1    | Jamaica     | 7   | 3 | 2 | 1 | 0 | 4  | 2  | +2 |
| 2    | Costa Rica  | 3   | 3 | 0 | 3 | 0 | 3  | 3  | 0  |
| 3    | El Salvador | 2   | 3 | 0 | 2 | 1 | 1  | 2  | –1 |
| 4    | Canadá      | 2   | 3 | 0 | 2 | 1 | 0  | 1  | –1 |

| 11 de julho | Jamaica      | 1 – 0     | Canadá | BBVA Compass Stadium, Houston               |
| 17:30       | Austin 90+2' | Relatório |        | Público: 22 017 Árbitro: CUB Yadel Martínez |

| 11 de julho | Costa Rica | 1 – 1     | El Salvador | BBVA Compass Stadium, Houston             |
| 20:00       | Ruiz 60'   | Relatório | Corea 90+1' | Público: 22 017 Árbitro: USA Jair Marrufo |

| 14 de julho | Jamaica      | 1 – 0     | El Salvador | BMO Field, Toronto                        |
| 18:00       | McCleary 71' | Relatório |             | Público: 16 674 Árbitro: GUA Walter López |

| 14 de julho | Canadá | 0 – 0     | Costa Rica | BMO Field, Toronto                            |
| 20:30       |        | Relatório |            | Público: 16 674 Árbitro: HON Héctor Rodríguez |

### Grupo C
| Pos. | Seleção           | Pts | J | V | E | D | GP | GC | SG |
| ---- | ----------------- | --- | - | - | - | - | -- | -- | -- |
| 1    | Trinidad e Tobago | 7   | 3 | 2 | 1 | 0 | 9  | 5  | +4 |
| 2    | México            | 5   | 3 | 1 | 2 | 0 | 10 | 4  | +6 |
| 3    | Cuba              | 3   | 3 | 1 | 0 | 2 | 1  | 8  | –7 |
| 4    | Guatemala         | 1   | 3 | 0 | 1 | 2 | 1  | 4  | –3 |

| 9 de julho | Trinidad e Tobago                    | 3 – 1     | Guatemala | Soldier Field, Chicago                  |
| 18:00      | Bateau 10' · Cato 13' · J. Jones 25' | Relatório | Ruiz 61'  | Público: 54 126 Árbitro: PAN Jhon Pitti |

| 9 de julho | México                                                              | 6 – 0     | Cuba | Soldier Field, Chicago                      |
| 20:30      | Peralta 16', 36', 61' · Vela 22' · Guardado 43' · G. dos Santos 74' | Relatório |      | Público: 54 126 Árbitro: CRC Walter Quesada |

| 12 de julho | Trinidad e Tobago        | 2 – 0     | Cuba | University of Phoenix Stadium, Glendale   |
| 16:30       | Bateau 16' · Boucaud 41' | Relatório |      | Público: 62 910 Árbitro: CAN David Gantar |

| 12 de julho | Guatemala | 0 – 0     | México | University of Phoenix Stadium, Glendale     |
| 19:00       |           | Relatório |        | Público: 62 910 Árbitro: HON Armando Castro |

| 15 de julho | Cuba      | 1 – 0     | Guatemala | Bank of America Stadium, Charlotte         |
| 18:00       | Reyes 72' | Relatório |           | Público: 55 823 Árbitro: SLV Elmer Bonilla |

| 15 de julho | México                                                      | 4 – 4     | Trinidad e Tobago                                 | Bank of America Stadium, Charlotte       |
| 20:30       | Aguilar 31' · Vela 50' · Guardado 87' · K. Jones 90' (g.c.) | Relatório | Cummings 54', 66' · K. Jones 57' · Marshall 90+3' | Público: 55 823 Árbitro: USA Mark Geiger |

### Ranking dos terceiros colocados
| Pos. | Seleção     | Pts | J | V | E | D | GP | GC | SG | Grupo |
| ---- | ----------- | --- | - | - | - | - | -- | -- | -- | ----- |
| 1    | Panamá      | 3   | 3 | 0 | 3 | 0 | 3  | 3  | 0  | A     |
| 2    | Cuba        | 3   | 3 | 1 | 0 | 2 | 1  | 8  | –7 | C     |
| 3    | El Salvador | 2   | 3 | 0 | 2 | 1 | 1  | 2  | –1 | B     |

## Fase final
|  | Quartas de final              | Quartas de final      |                          |              | Semifinais     | Semifinais     |  |  | Final                 | Final |
|  |                               |                       |                          |              |                |                |  |  |                       |       |
|  | 18 de julho – Baltimore       |                       |                          |              |                |                |  |  |                       |       |
|  |                               |                       |                          |              |                |                |  |  |                       |       |
|  | Estados Unidos                | 6                     |                          |              |                |                |  |  |                       |       |
|  | Estados Unidos                | 6                     | 22 de julho – Atlanta    |              |                |                |  |  |                       |       |
|  | Cuba                          | 0                     |                          |              |                |                |  |  |                       |       |
|  | Cuba                          | 0                     | Estados Unidos           | 1            |                |                |  |  |                       |       |
|  | 18 de julho – Baltimore       |                       | Estados Unidos           | 1            |                |                |  |  |                       |       |
|  |                               | Jamaica               | 2                        |              |                |                |  |  |                       |       |
|  | Haiti                         | Jamaica               | 2                        | 0            |                |                |  |  |                       |       |
|  | Haiti                         |                       | 26 de julho – Filadélfia | 0            |                |                |  |  |                       |       |
|  | Jamaica                       | 1                     |                          |              |                |                |  |  |                       |       |
|  | Jamaica                       | 1                     | Jamaica                  | 1            |                |                |  |  |                       |       |
|  | 19 de julho – East Rutherford |                       | Jamaica                  | 1            |                |                |  |  |                       |       |
|  |                               | México                | 3                        |              |                |                |  |  |                       |       |
|  | Trinidad e Tobago             | México                | 3                        | 1 (5)        |                |                |  |  |                       |       |
|  | Trinidad e Tobago             | 22 de julho – Atlanta |                          | 1 (5)        |                |                |  |  |                       |       |
|  | Panamá (pen)                  | 1 (6)                 |                          |              |                |                |  |  |                       |       |
|  | Panamá (pen)                  | 1 (6)                 | Panamá                   | 1            | Terceiro lugar | Terceiro lugar |  |  |                       |       |
|  | 19 de julho – East Rutherford |                       | Panamá                   | 1            | Terceiro lugar | Terceiro lugar |  |  |                       |       |
|  |                               | México (pro)          | 2                        |              |                |                |  |  |                       |       |
|  | México (pro)                  | México (pro)          | 2                        | 1            | Estados Unidos | 1 (2)          |  |  |                       |       |
|  | México (pro)                  |                       |                          | 1            | Estados Unidos | 1 (2)          |  |  |                       |       |
|  | Costa Rica                    | 0                     |                          | Panamá (pen) | 1 (3)          |                |  |  |                       |       |
|  | Costa Rica                    | 0                     |                          |              | 1 (3)          |                |  |  |                       |       |
|  |                               |                       |                          |              |                |                |  |  | 25 de julho – Chester |       |
|  |                               |                       |                          |              |                |                |  |  |                       |       |

### Quartas de final
| 18 de julho | Estados Unidos                                                          | 6 – 0     | Cuba | M&T Bank Stadium, Baltimore                 |
| 17:00       | Dempsey 3', 63' (pen), 76' · Zardes 13' · Jóhannsson 31' · Gonzalez 44' | Relatório |      | Público: 37 994 Árbitro: CRC Henry Bejarano |

| 18 de julho | Haiti | 0 – 1     | Jamaica   | M&T Bank Stadium, Baltimore              |
| 20:00       |       | Relatório | Barnes 6' | Público: 37 994 Árbitro: MEX César Ramos |

| 19 de julho | Trinidad e Tobago | 1 – 1 (pro) | Panamá     | MetLife Stadium, East Rutherford              |
| 16:30       | K. Jones 53'      | Relatório   | Tejada 36' | Público: 74 187 Árbitro: HON Héctor Rodríguez |

|                                                                            |       | Penalidades                                                            |  |
| Guerra Bateau J. Jones M. Williams K. Jones Abu Bakr Cyrus Boucaud Peltier | 5 – 6 | R. Torres G. Torres Davis Arroyo Cooper Cummings Medina Pérez Pimentel |  |

| 19 de julho | México                | 1 – 0 (pro) | Costa Rica | MetLife Stadium, East Rutherford          |
| 19:30       | Guardado 120+4' (pen) | Relatório   |            | Público: 74 187 Árbitro: GUA Walter López |

### Semifinais
| 22 de julho | Estados Unidos | 1 – 2     | Jamaica                   | Georgia Dome, Atlanta                        |
| 18:00       | Bradley 47'    | Relatório | Mattocks 30' · Barnes 35' | Público: 70 511 Árbitro: CRC Ricardo Montero |

| 22 de julho | Panamá     | 1 – 2 (pro) | México                           | Georgia Dome, Atlanta                    |
| 21:00       | Torres 56' | Relatório   | Guardado 90+9' (pen), 105' (pen) | Público: 70 511 Árbitro: USA Mark Geiger |

### Decisão do terceiro lugar
| 25 de julho | Estados Unidos | 1 – 1 (pro) | Panamá    | PPL Park, Chester                          |
| 16:00       | Dempsey 69'    | Relatório   | Nurse 54' | Público: 12 598 Árbitro: HON Óscar Moncada |

|                                            |       | Penalidades                      |  |
| Jóhannsson Dempsey Johnson Bradley Beasley | 2 – 3 | R. Torres Arroyo Cooper Cummings |  |

### Final
| 26 de julho | Jamaica      | 1 – 3     | México                                        | Lincoln Financial Field, Filadélfia       |
| 19:30       | Mattocks 78' | Relatório | Guardado 30' · Jesús Corona 46' · Peralta 60' | Público: 68 930 Árbitro: SLV Joel Aguilar |

## Premiação
| Copa Ouro da CONCACAF de 2015 |
| México                        |
| ----------------------------- |
| México Campeão (7º título)    |

## Direitos de transmissão
| País                          | Canal                                      |
| ----------------------------- | ------------------------------------------ |
| África                        | Supersport                                 |
| Liga Árabe                    | beIN Sport                                 |
| Brasil                        | SporTV                                     |
| Canadá                        | Sportsnet                                  |
| China                         | CSM                                        |
| Colômbia                      | Win Sports                                 |
| Costa Rica                    | Repretel, Teletica                         |
| El Salvador                   | Telecorporacion Salvadoreña                |
| Guatemala                     | Canal 3 e Canal 7                          |
| Honduras                      | Televicentro                               |
| Hong Kong                     | iCable                                     |
| Malásia                       | Astro                                      |
| México                        | Televisa, TV Azteca                        |
| Panamá                        | TV Nacional de Panamá, Medcom              |
| Portugal                      | Sport TV                                   |
| Singapura                     | StarHub                                    |
| América do Sul (menos Brasil) | Gol TV                                     |
| Espanha                       | Media Pro, Gol TV                          |
| Tailândia                     | Grammy                                     |
| Reino Unido                   | ESPN UK                                    |
| Estados Unidos                | Fox Sports 1 (Inglês) Univision (Espanhol) |